# ۷۳۸ (میلادی)
۷۳۸ (میلادی) هفتصد و سی و هشتمین سال تقویم میلادی است.

## درگذشتگان
‎